# Alternative libérale
Pour les articles homonymes, voir AL.
Ne doit pas être confondu avec Alternative libertaire.
Alternative libérale (abrégé en AL) est un parti politique français classé sous la nuance divers droite de l'échiquier politique. Créé le 1er mars 2006, il a pour inspiration le libéralisme classique, c'est-à-dire favorable au libéralisme politique comme au libéralisme économique. 
En 2011, Alternative libérale abandonne son statut de parti politique et s'associe au Nouveau Centre.

## Origines et influences
Le parti est fondé le 1er mars 2006.
Alternative libérale se réfère entre autres au Parti libéral-démocrate allemand (FDP) ou aux Démocrates progressistes irlandais, et se démarque de l'ancien parti Démocratie libérale en ce que son libéralisme dépasserait la sphère économique dans laquelle DL se serait cantonné. Il aspire à devenir une force entre le Parti socialiste et les conservateurs ; d'où le choix du violet comme couleur, mélange du rouge de la gauche et du bleu de la droite.
Le premier président du mouvement fut Édouard Fillias, et son principal porte-parole, Sabine Herold, son épouse. Ils se sont fait connaître en tant que fondateurs de l'association Liberté, j'écris ton nom (désormais Liberté chérie).
Les associations libérales françaises (Liberté chérie, l'Institut français pour la recherche sur les administrations publiques (iFRAP), Contribuables associés ou SOS Éducation) ont diversement accueilli la naissance d'Alternative libérale.[évasif]
Pour certains conservateurs tels que Bernard Zimmern, ancien président de l'iFRAP, la fondation d'Alternative libérale ne peut qu'affaiblir le pôle libéral de l'Union pour un mouvement populaire (UMP). Les fondateurs d'Alternative libérale réfutent cette analyse, jugeant que l'UMP n'est pas un parti libéral, mais un parti conservateur et étatiste.[réf. nécessaire]
Au niveau européen, Alternative Libérale reçoit, lors de son 2e congrès national le 4 février 2007, la visite et le soutien de Annemie Neyts-Uyttebroeck, présidente du Parti européen des libéraux, démocrates et réformateurs (ELDR), dont le groupe politique, l'Alliance des démocrates et des libéraux pour l'Europe, est la troisième force politique du Parlement européen. Alternative Libérale reçoit aussi la visite de Markus Löning, vice-président de l'ELDR et député berlinois du FDP pour un échange de vue sur la politique européenne.
En juillet 2011, le mouvement décide d'abandonner son statut de parti politique au profit de celui d'« œuvre auxiliaire », dans le cadre de son rapprochement avec le Nouveau Centre et pour continuer d'« œuvrer au rassemblement des libéraux aujourd’hui impliqués dans des partis indépendants ».

## Changements de direction entre 2007 et 2009
Le 3 octobre 2007, Édouard Fillias annonce qu'il ne se représentera pas pour un nouveau mandat à la présidence du parti, celle-ci devant être remise en jeu le 28 octobre. Le 28 octobre 2007, Aurélien Véron est élu nouveau président d'Alternative libérale. Cependant, à la suite d'une démission de tout le bureau, il est remplacé par Sabine Herold qui est élue présidente le 5 mars 2008. Le débat portait sur la ligne politique « de soutien à la majorité de droite et du Président » et sa conformité à la mission d'Alternative libérale. Véron, battu lors de ces élections internes, crée avec quelques militants un nouveau parti, le Parti libéral démocrate (PLD). D'autres adhérents quittent à leur tour le parti pour fonder en 2010 le Mouvement des libéraux de gauche.
En novembre 2009, Louis-Marie Bachelot est élu président du parti. Sabine Herold, qui ne s'était pas représentée, est nommée à un poste de porte-parole.

## Organisation
Alternative libérale revendique 1 500 adhérents en janvier 2007, dans toute la France[réf. nécessaire].

### Comités
Le mouvement revendiquait au 1er mars 2006, 21 fédérations régionales et affiche 41 comités locaux en avril 2009.

## Programme

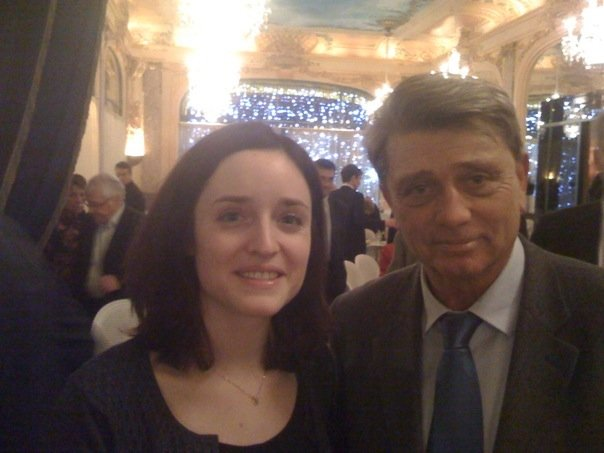
Sabine Herold en compagnie d'Alain Madelin, en 2008.

Alternative libérale est un mouvement libéral, c'est-à-dire favorable à une « société du libre choix », basée sur la liberté et la responsabilité individuelle, et la garantie par la loi de l’État de droit.
Ce parti souhaite un État qui garantisse la justice, la liberté et prenne en charge les fonctions régaliennes, telles que la défense nationale ou la sécurité. Mais il s'oppose à son intervention systématique dans la vie quotidienne des citoyens via de multiples lois et règlements, intervention qu'il considère comme exagérée en France et qu'il accuse de dé-responsabiliser les Français. Pour AL, chacun doit être libre de ses choix et les assumer.
Du point de vue économique, le programme d'Alternative libérale s'inspire du libéralisme économique tel qu'il a été appliqué en Irlande et se veut assez proche du FDP, le parti libéral-démocrate allemand.
Du point de vue politique et social, Alternative Libérale défend les droits de l'homme, les libertés individuelles fondamentales et l’épanouissement individuel pour tous. Lors des débats concernant la création de la HADOPI, Alternative Libérale a effectué un blackout de son site Internet en protestation contre une « loi liberticide ».
Ses mesures phares sont l’instauration d’une allocation universelle, la fin du monopole de la Sécurité sociale, la suppression de la carte scolaire et l’autonomie des universités, la simplification et la réduction des impôts et la création d’un impôt à taux unique, ou encore l’introduction des actions de groupe.
Ainsi, ils s'opposent tant au Parti socialiste en matière économique et sociale qu'au conservatisme en matière de mœurs[réf. nécessaire]. Malgré le fait qu'il réfute la pertinence de l'axe gauche-droite et privilégie l'analyse selon le diagramme de Nolan[réf. nécessaire], le mouvement est classé par le Ministère de l'Intérieur dans les « Divers droite » (DVD) aux législatives de 2007 (candidats Herold et Fillias) et aux européennes de 2009 (candidate Herold).
En 2012, l'organisation publie sur son site le slogan suivant : « Libéraux, indignez-vous ! » faisant référence au livre de Stéphane Hessel. En dessous de cette phrase choc, l'organisation expose un article mettant en avant l'idée que la crise économique actuelle a été causée par un encadrement trop strict de l'économie et de la finance. Cette position qui semble aller à l'encontre de l'opinion majoritaire sur la question est vivement critiquée. De nombreuses personnalités politiques effarées réagissent en invoquant que donner encore plus de libertés aux banques et participer à une dérégulation encore plus active de la finance et de l'économie relève tout bonnement du non-sens[réf. nécessaire].

### Élection présidentielle de 2007
Alternative libérale a désigné Édouard Fillias comme candidat à la présidentielle de 2007.
Le 1er juillet 2006, AL annonçait que « les cinq cents signatures ne sembl[ai]ent pas être un problème à réunir », puis le 28 décembre 2006 qu'« il n'était pas impossible que [le candidat] les obtienne ». Le parti revendique le parrainage d'Alain Madelin. 
Le 1er octobre 2006 lors d'une conférence de presse d'Alternative libérale (AL) devant 30 journalistes, Édouard Fillias précise avoir déjà recueilli 104 promesses de signatures pour être candidat à l'élection présidentielle française de 2007 et aussi des candidats aux élections législatives françaises de 2007, deux noms étant cités, Raphaël Glucksmann et Sabine Herold,  surnommée "Mademoiselle Thatcher" par la presse , tous deux pour Paris-Intra-muros. avec Aurélien Véron, jeune banquier chez Paribas, ils avaient fondé en mars 2001, à l'IEP Paris, l'association "Liberté, j'écris ton nom", organisatrice de la manifestation du 15 juin 2003 en faveur de la réforme des retraites portée par François Fillon  et contre les grèves des syndicats,.
Finalement Édouard Fillias, n'ayant pas collecté un nombre de signatures suffisantes, a retiré sa candidature et apporté son soutien à François Bayrou, en expliquant qu'il s'agissait du candidat le moins antilibéral parmi le spectre disponible.

### Élections législatives de 2007
AL a présenté des candidats dans environ 50 circonscriptions aux législatives de 2007 ; Sabine Herold s'est présentée dans la 15e circonscription (16e arrondissement nord) de Paris face au sortant UMP Bernard Debré et a obtenu 1,36 % des voix. Dans la 12e circonscription de Paris, Édouard Fillias a été candidat et la circonscription a été remportée par Philippe Goujon (UMP). Il y a obtenu 0,52 % des voix.
La campagne pour les élections législatives est lancée dès l'automne précédent, couplée avec celle de la présidentielle. Le 1er octobre 2006 lors d'une conférence de presse d'Alternative libérale (AL) devant 30 journalistes, Édouard Fillias précise avoir déjà recueilli 104 promesses de signatures pour être candidat à l'Élection présidentielle française de 2007 et aussi des candidats Élections législatives françaises de 2007, deux noms étant cités, Raphaël Glucksmann et Sabine Herold,  surnommée "Mademoiselle Thatcher" par la presse, tous deux pour Paris-Intra-muros. Avec Aurélien Véron, jeune banquier chez Paribas, ils avaient fondé en mars 2001, à l'IEP Paris, l'association "Liberté, j'écris ton nom", organisatrice de la manifestation du 15 juin 2003 en faveur de la réforme des retraites portée par François Fillon et contre les grèves des syndicats,.
Le 30 octobre 2006, le nouveau parti présente son programme : affranchir les Français du joug de la Sécurité sociale pour leur permettre de "choisir leur assurance ou leur mutuelle au prix qui leur conviennent pour des prestations qui leur conviennent", mais aussi les soulager "du poids de la fonction publique et simplifier le code du travail" ou encore "lancer un impôt à taux unique pour tous les Français dès le premier euro". Il accuse l’association Attac Moselle d'avoir utilisé gratuitement un amphithéâtre de l'IUT de Metz.
N'ayant finalement pas obtenu ses 500 signatures, Alternative libérale soutient en mars 2007 la candidature de François Bayrou mais n'obtient pas non plus d'accord électoral avec l'UDF-MoDem pour les législatives de 2007, ayant préféré se rapprocher du Parti libéral démocrate pour présenter présenter des candidats dans environ 40 circonscriptions, dont douze de Paris-Intra-muros mais finalement n'en fait pas partie .

### Élections européennes de 2009
Les européennes de 2009 constituent le deuxième test électoral pour Alternative libérale. Le parti présente des listes dans 5 des 8 circonscriptions, ce qui donne accès à la campagne officielle nationale. Les listes « Votre Europe » font campagne sur trois thèmes : sortir de la crise en évitant le piège de la dette, protéger le pouvoir d'achat en luttant contre les monopoles publics et privés et préserver les libertés en adoptant une constitution courte.
Au niveau français, la liste revendique le soutien du symbole du libéralisme français, Alain Madelin, qui a laissé à la jeune Sabine Herold la présidence du parti, "Alternative libérale". "Il a apporté son soutien à notre candidat à la présidentielle de 2007 et sera présent à notre congrès de campagne, le 26 avril», explique Sabine Herold, citée par Mediapart le 20 mars 2009.
Au niveau européen, AL reçoit le soutien de l'ELDR, le Parti européen des libéraux, démocrates et réformateurs[réf. nécessaire].
La campagne a lieu en pleine polémique sur la crise des subprime. « Il faut d'abord expliquer les causes de la crise. Ce n’est pas la faute du modèle de régulation, à l'origine de cette crise financière, il y a une faute de l’État, affirme la présidente d'AL, pour qui « il faut montrer que l’interventionnisme est inefficace et dangereux car l’État n’a pas d’argent.»
Après une campagne démarrée par un congrès organisé à Bobino le 26 avril 2009, Alternative libérale obtient des scores allant de 0,02 % à 0,26 %, la présidente obtenant 0,1 % des voix en Île-de-France.

### Élections régionales de 2010
Les régionales de 2010 n'ont pas donné lieu à une consigne de vote unique et unifiée de la part d'AL, du fait de l'impossibilité pour l'Alliance centriste de constituer des listes autonomes. Les sympathisants d'Alternative libérale ont réparti leurs voix entre l'UMP et Europe Écologie ou abstention, en fonction des contextes locaux[réf. nécessaire].

### Élections législatives partielles de 2010
À la suite de la nomination de Didier Migaud à la cour des comptes, Arnaud Walther, ingénieur de 29 ans, a été amené à défendre les couleurs libérales lors de la législative partielle dans la 4e circonscription de l'Isère qui s'est ensuivi. Il obtint un score de 0,92 % se plaçant dernier des candidats.

### Rapprochement avec le Nouveau Centre
Le 18 janvier 2011, constatant leur intérêt commun pour la reconstruction du centre autour des valeurs libérales démocrates, le Nouveau Centre d'Hervé Morin et les « héritiers d'Alain Madelin », réunis dans la petite Alliance libérale, officialisent leur rapprochement, dans la perspective de la présidentielle de 2012, en signant une convention d'association à l'Assemblée nationale.

### Élections cantonales de 2011
Les candidats aux cantonales défendant les couleurs d'Alternative libérale, dans le Gers, en Loire-Atlantique, en Moselle, obtiennent des scores allant de 3 % à 20 %[réf. nécessaire].

## Autres personnalités
- Jean-Louis Caccomo, responsable local d'Alternative libérale à Perpignan[32].